# اس‌ام‌اس پرینتسریگنت لویتپولد
اس‌ام‌اس پرینزریگرت لویتپولد (به انگلیسی: SMS Prinzregent Luitpold) پنجمین و آخرین نبردناو از نبردناو کلاس قیصر در نیروی دریایی امپراتوری آلمان است.اس‌ام‌اس کازرین و اس‌ام‌اس کایزر (۱۹۱۱) کشتی‌های خواهر لویتپولد هستند.این ناو در سال ۱۹۳۳ برای اوراق‌سازی کشتی فراخوانده شد.